# 中城パーキングエリア
中城パーキングエリア（なかぐすくパーキングエリア）は、沖縄県中頭郡中城村に位置する沖縄自動車道のパーキングエリアである。
沖縄自動車道唯一のパーキングエリアであり、日本最南端及び最西端のパーキングエリアである。また、サービスエリアを含めた日本の高速道路のすべての休憩施設の中で最南端・最西端にある。また、エリア内には中城バスストップも設置されており、合わせて取り扱う。

## 施設

### 上り（那覇方面）
- 駐車場[1]
  - 大型：5台
  - 小型：37台
  - 兼用：5台
  - 二輪：4台
  - 身障者用
    - 小型：2台
- トイレ[1]
  - 男性：大4・小10
  - 女性：10
  - 身障者用：1
- スナックコーナー（10:00 - 20:00）[2][1]
- ショッピングコーナー（8:00 - 20:00）[1]
- EV急速充電スタンド（24時間）[1]
- ATM「沖縄銀行」（8:00 - 20:00）[1]
- 無線LANサービス[1]
  - ソフトバンクWi-Fi
  - W-NEXCO Free Wi-Fi
- 自動体外式除細動器（AED）[1]
- ハイウェイスタンプ（24時間）[1]
- 郵便ポスト（中城郵便局）
- バス停（下記参照）

### 下り（許田方面）
- 駐車場[3]
  - 大型：5台
  - 小型：37台
  - 兼用：5台
  - 二輪：4台
  - 身障者用
    - 小型：2台
- トイレ[3]
  - 男性：大4・小10
  - 女性：10
  - 身障者用：1
- スナックコーナー（8:00 - 20:00）[3]
- ショッピングコーナー（8:00 - 20:00）[3]
- EV急速充電スタンド（24時間）[3]
- ATM「沖縄銀行」（8:00 - 20:00）[3]
- 無線LANサービス[3]
  - ソフトバンクWi-Fi
  - W-NEXCO Free Wi-Fi
- 自動体外式除細動器（AED）[3]
- ウェルカムゲート（一般道からの駐車場、8:00 - 20:00）：6台[3]
- ハイウェイスタンプ（24時間）[3]
- 郵便ポスト（中城郵便局）
- バス停（下記参照）

## バス停留所
| 系統 | 路線                               | 運行会社                                | 下り線側（名護）方面                                                   | 上り線側（那覇）方面           |
| ---- | ---------------------------------- | --------------------------------------- | ---------------------------------------------------------------------- | ------------------------------ |
| 111  | 高速バス                           | 琉球バス交通 沖縄バス 那覇バス 東陽バス | 世富慶・名護BT                                                         | 国場・那覇BT・那覇空港         |
| 117  | 高速バス（美ら海直行）             | 琉球バス交通 沖縄バス 那覇バス          | 世富慶・名護BT・記念公園                                               | 国場・那覇BT・那覇空港         |
| 113  | 具志川空港線                       | 琉球バス交通                            | コザ・安慶名・具志川BT                                                 | 国場・古波蔵・那覇BT・那覇空港 |
| 123  | 石川空港線                         | 琉球バス交通                            | コザ・知花・栄野比・赤崎・東山駐車場                                   | 国場・古波蔵・那覇BT・那覇空港 |
| 127  | 屋慶名（高速）線                   | 沖縄バス                                | コザ・安慶名・屋慶名BT                                                 | 国場・古波蔵・那覇BT           |
| 152  | イオンモール沖縄ライカム（高速）線 | 琉球バス交通                            | イオンモール沖縄ライカム                                               | 国場・那覇BT・那覇空港         |
| 888  | やんばる急行バス 空港線            | やんばる急行バス 空港線                 | 世富慶・名護市役所前・記念公園前・今帰仁城跡入口・今帰仁村役場・運天港 | おもろまち・県庁北口・那覇空港 |

前後のバス停（152番を除く）
- 琉大入口BS - 中城BS - 喜舎場BS

前後のバス停（152番）
- 琉大入口BS - 中城BS - イオンモール沖縄ライカムバス停

## 隣
E58 沖縄自動車道
(2) 西原IC - 琉大入口BS - 中城PA - (3) 北中城IC